# こてっちゃん
こてっちゃんとは、エスフーズおよび伊藤ハムが発売している牛もつ加工品の商標である。
名前の由来は、牛の小腸を原料としていることから、朝鮮語で牛の大腸を指す語「テッチャン」に、小さいという意味で「こ」を付けたものである。

## 略歴・概要
1982年7月にスタミナ食品株式会社（現・エスフーズ）から発売され、牛の白もつに味噌・醤油など各種の味付けを施したものであり、家庭においてフライパンで炒めて食べられるようになっている。
同社創業者の森島征夫が戦後すぐの闇市で食べたホルモンの味が忘れられず、内臓肉の販売を始めたのがそもそもの始まりで、1972年に米国では廃棄されていた牛の内臓を食材として開発して輸入を始め、1981年より小腸を使った商品の開発を始めた。
当時、日本では豚の小腸に味付けした「豚ホルモン」はあったが、硬くて臭いと敬遠されがちで、一般消費者にはなじみが薄かった。柔らかくするため関東で主流のモツ煮込風に味噌味で煮てみたが、スタミナ食品社は関西にあるため、モツ煮込を食べる習慣があまりなかった関西人の社員たちにはピンと来ず、炒める加工品に方向転換し、小腸の持つ「硬さ、臭さ、見た目の悪さ」を克服するため数か月間試行錯誤を繰り返し、1982年7月に発売となった。
テレビCMでは「甲子園の味」という企業ブランド名を使用し、財津一郎をはじめ、ぼんちおさむや小堺一機、山田まりやなどを出演させていたが、特に財津が出演したCMは人気を博し、商品の知名度を一気に引き上げた。
2003年にBSEによるアメリカ産牛肉の禁輸措置が取られてから、原料の調達が出来なくなり一時販売休止となっていた。
2007年4月よりオーストラリア産原料を使用して発売が再開されることになり、販売再開をより知ってもらおうと、同年4月2日から4月30日まで安田大サーカスを起用したCMを関西地区限定で放映するなど宣伝活動も再開し、9月からは東海地方以西での西日本全域に販売エリアを拡大。2008年3月には全国販売が再開され、9月には同シリーズ商品の「こてっちゃん牛もつ鍋」も5年ぶりに復活した。現在は原料としてアメリカ産とオーストラリア産の牛もつを使用している。
2018年2月時点で「こてっちゃん コク味噌味」「こてっちゃん 旨み醤油味」「こてっちゃん 旨辛コチジャン味」の3種類の味が販売されている。
なお、こてっちゃんの一時販売休止の際に代替品として豚もつを使用した「とんてっちゃん」を発売し、現在も販売中である。
2018年、エスフーズが毎年5月12日を「こてっちゃんの日」と制定し日本記念日協会の認定を受けた（5→こ、10→て、2→つの語呂合わせ）。